# Kloster Ephraim

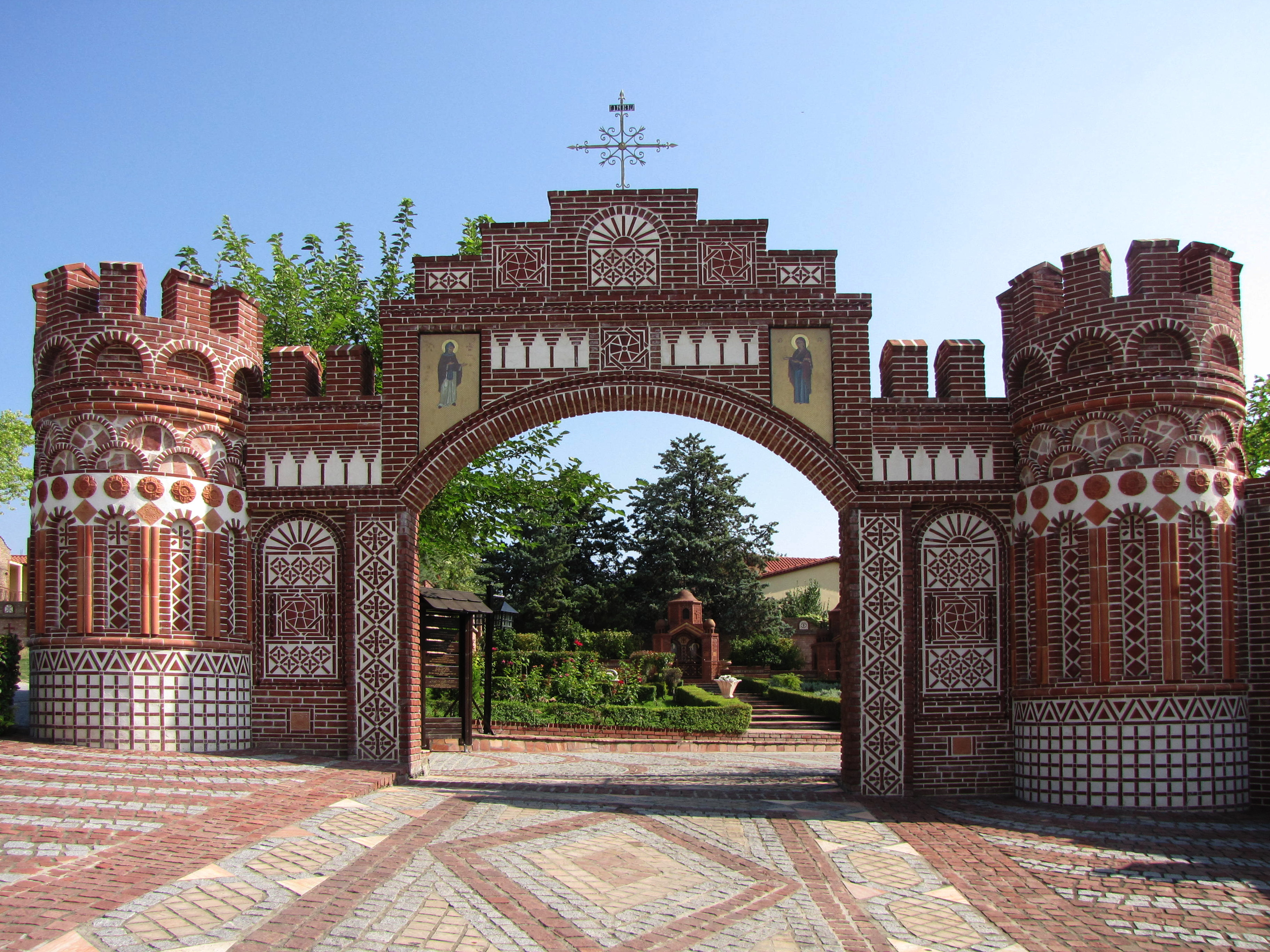
Kloster Ephraim, Eingangsbereich

Das Kloster Ephraim (griechisch Ιέρα Γυναικέια Κοινοβιακή Μονή Οσιόυ Εφραίμ του Συρόυ), benannt nach Ephraim dem Syrer, wurde 1983 gegründet und wird von Nonnen bewohnt. Es ist eines der jüngsten Klöster der Olymp-Region.

## Lage
Die Klosteranlage liegt auf einem 151 Meter hohen Hügel, 1,5 Kilometer nördlich des Ortes Kontariotissa und 6 Kilometer südwestlich der Stadt Katerini.

## Das Kloster

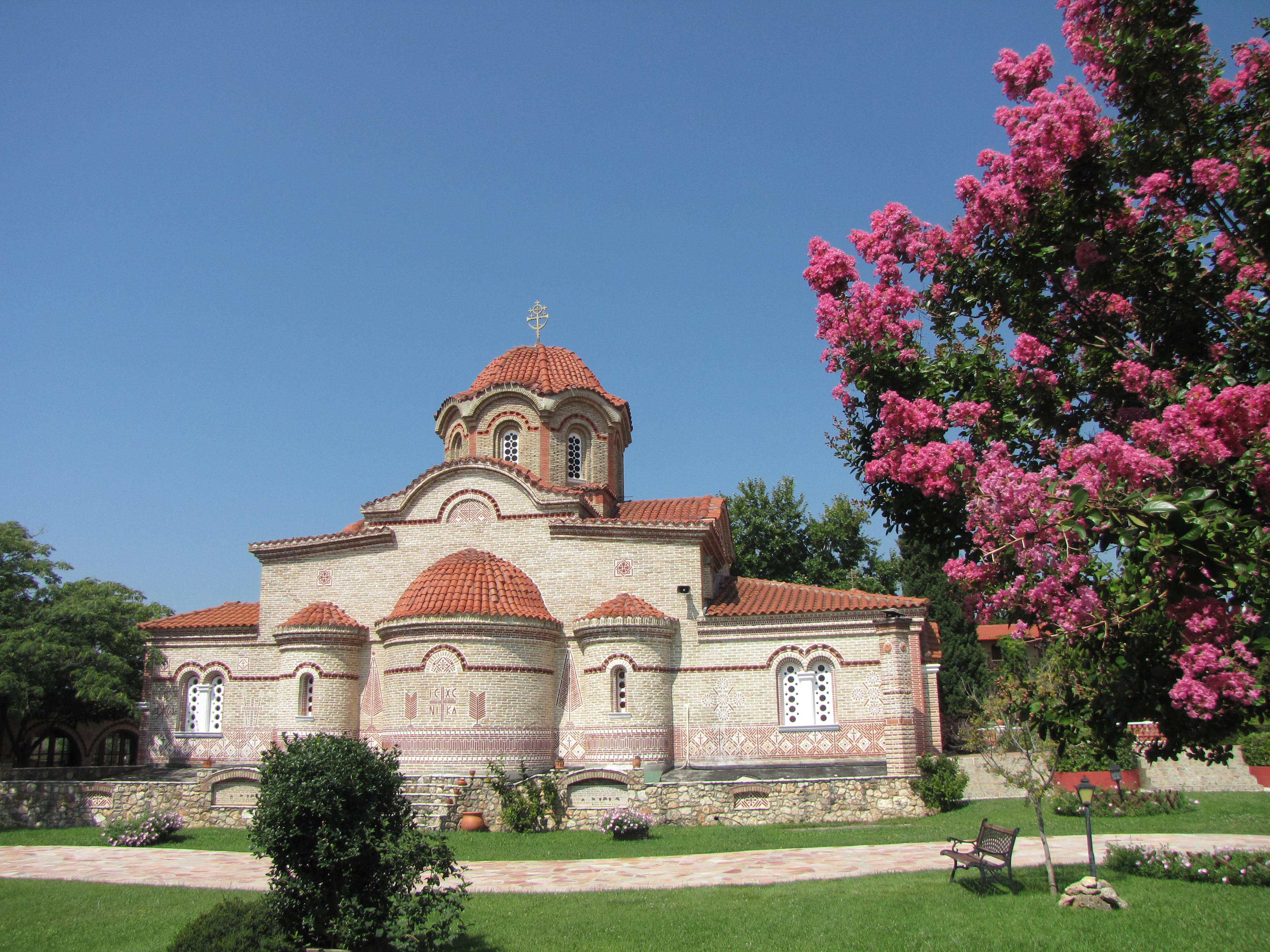
Die Hauptkirche des Klosters Ephraim

Das Kloster untersteht der Diözese Kitros-Katerini, zugehörig zum Erzbistum Athen der Kirche von Griechenland.
Die Anlage erstreckt sich über rund 21 Hektar und ist von einer Mauer umgeben. Außerhalb des eigentlichen Klosters befinden sich ein Ziergarten, eine Kirche, in der Hochzeiten und Kindstaufen stattfinden, und ein Olivenhain. Den Mittelpunkt der Anlage bildet ein mit einer Platane bepflanzter Platz, an den im Westen ein Ziergarten und im Weiteren die Kirche Agia Irini und das Verwaltungsgebäude angrenzen. Die Hauptkirche, das Katholikon, liegt östlich davon. Die Gebäude an der Südseite dienen der Bewirtung der Gäste, hier ist auch eine der beiden Ausstellungen untergebracht, in der kunsthandwerkliche Produkte der Nonnen verkauft werden. Das im Norden gelegene Wohnhaus der Schwestern ist das größte Gebäude des Klosters. Östlich des Katholikons erstrecken sich ein weiterer Ziergarten und die zweite Ausstellung, in der Produkte der Nonnen angeboten werden. Im Norden des Gartens liegt eine Voliere, in der Pfauen, Tauben und Hühner gehalten werden. 
Als erstes Gebäude wurde die Kirche Agia Irini erbaut, das (bisher) zuletzt errichtete Gebäude beinhaltet die Zellen der Nonnen und eine private Kirche. 

## Das Klosterleben
Neben den allgemeinen Liturgien prägen individuelle Studien und Gebete der Nonnen den Klosteralltag.
Gemäß ihren Fähigkeiten gehen die Nonnen daneben weiteren Arbeiten nach:
Künstlerische Tätigkeiten
- Byzantinische Heiligenmalerei
- Gravuren auf Ikonen
- Anfertigen von Mosaiken

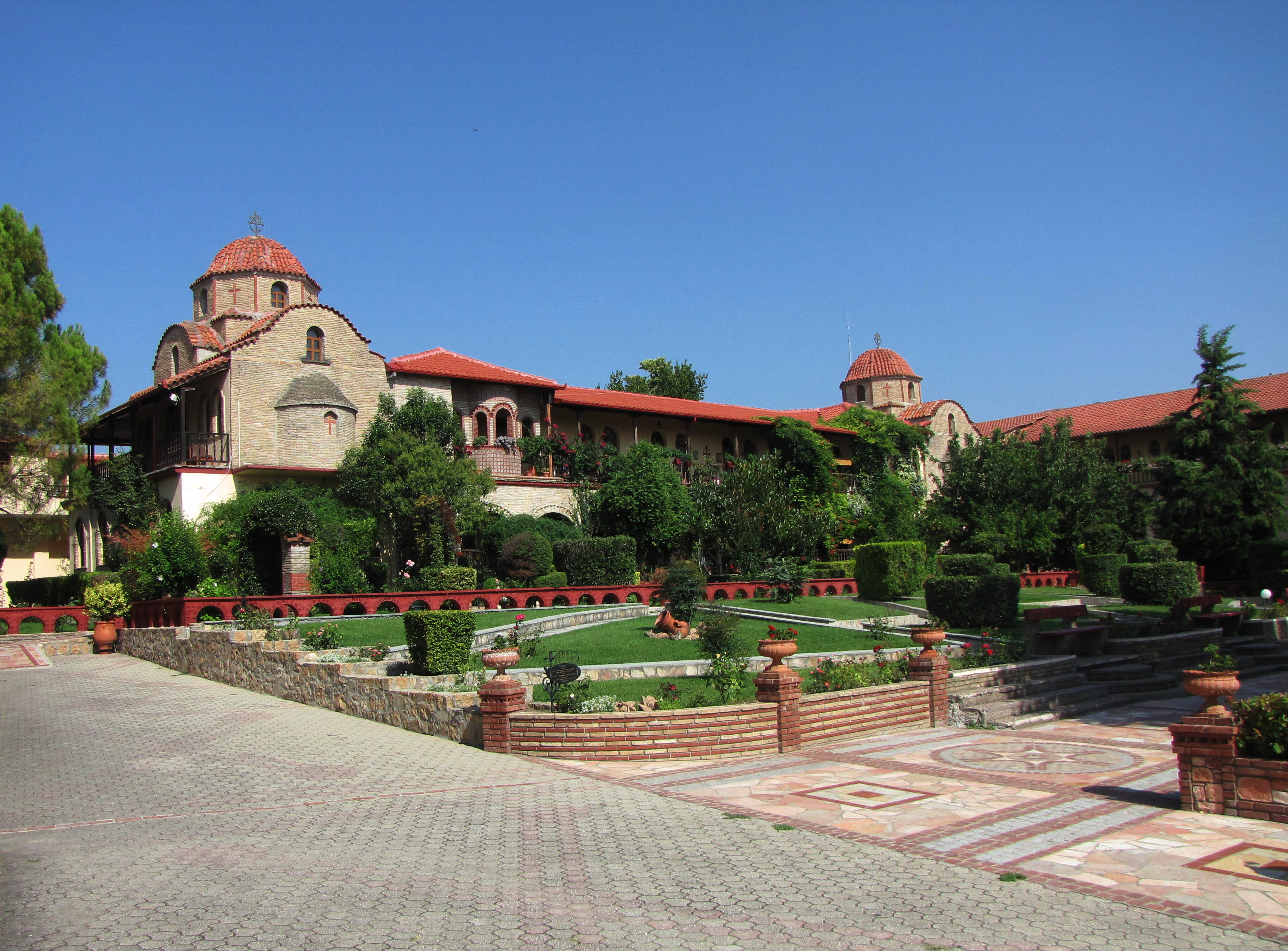
Kloster Ephraim, Kirche Agia Irini und Verwaltungsgebäude

- Herstellung von Kerzenständern und dekorativen Kerzen
- Herstellung von Tonwaren, Schmuck und einfachen schmückenden Gegenständen

Handwerkliche Tätigkeiten
- Gartenbau, incl. Obst- und Olivenanbau
- Blumenzucht
- Geflügelzucht
- Herstellung traditioneller Produkte, wie Nudeln und Süßigkeiten

Ein Teil der Produkte werden den Besuchern des Klosters zum Kauf angeboten.